# Pentamagnesiumdigallide
Pentamagnesiumdigallide, ook bekend onder de naam magnesiumgallide(−V), is een chemische verbinding uit de familie van de magnesiumgallides {\displaystyle {\ce {( Mg_{x}Ga_{y})}}}. Gallium heeft in deze verbinding de heel ongebruikelijke oxidatiegetal van −5. De verbinding wordt gemaakt door een gesmolten mengsel van magnesium en gallium zeer snel te koelen. De ontstane vaste stof wordt vervolgens verwarmd tot 350 °C:
{\displaystyle {\ce {5 Mg \ + 2 Ga -> Mg5Ga2}}}
Dit magnesiumgallide ontstaat ook, ongewenst, als een legering van magnesium en gallium blootgesteld worden aan te hoge temperaturen.